# Paranapiacaba
Paranapiacaba è un distretto (distrito) del comune di Santo André, nello Stato di San Paolo in Brasile.